# アナプラズマ
アナプラズマ (Anaplasma) は、細菌の1属。
ヒトにヒト顆粒球アナプラズマ症 (HGE) を引き起こすほか、さまざまな家畜感染症の病原体となる。この細菌による感染症は、広い意味でのエーリキア症に含められる。

## 種
- Anaplasma caudatum（アナプラズマ・カウダツム）
- Anaplasma centrale（アナプラズマ・センツラレ） - 反芻動物に感染。
- Anaplasma marginale（アナプラズマ・マーギナレ） - 本属の模式種。反芻動物に感染。ダニ、カなどが媒介。
- Anaplasma ovis（アナプラズマ・オビス）
- Anaplasma phagocytophilum（アナプラズマ・ファゴサイトフィルム） - ヒト（ヒト顆粒球アナプラズマ症）、反芻動物（放牧熱）、馬に感染。ダニが媒介。

### 未承認の種
- "Anaplasma bovis"（アナプラズマ・ボビス） - 反芻動物に感染。ダニが媒介。
- "Anaplasma capra"
- "Anaplasma mesaeterum"
- "Anaplasma odocoilei"
- "Anaplasma platys"（アナプラズマ・プラチス） - 犬に感染